# Nina Kraljić

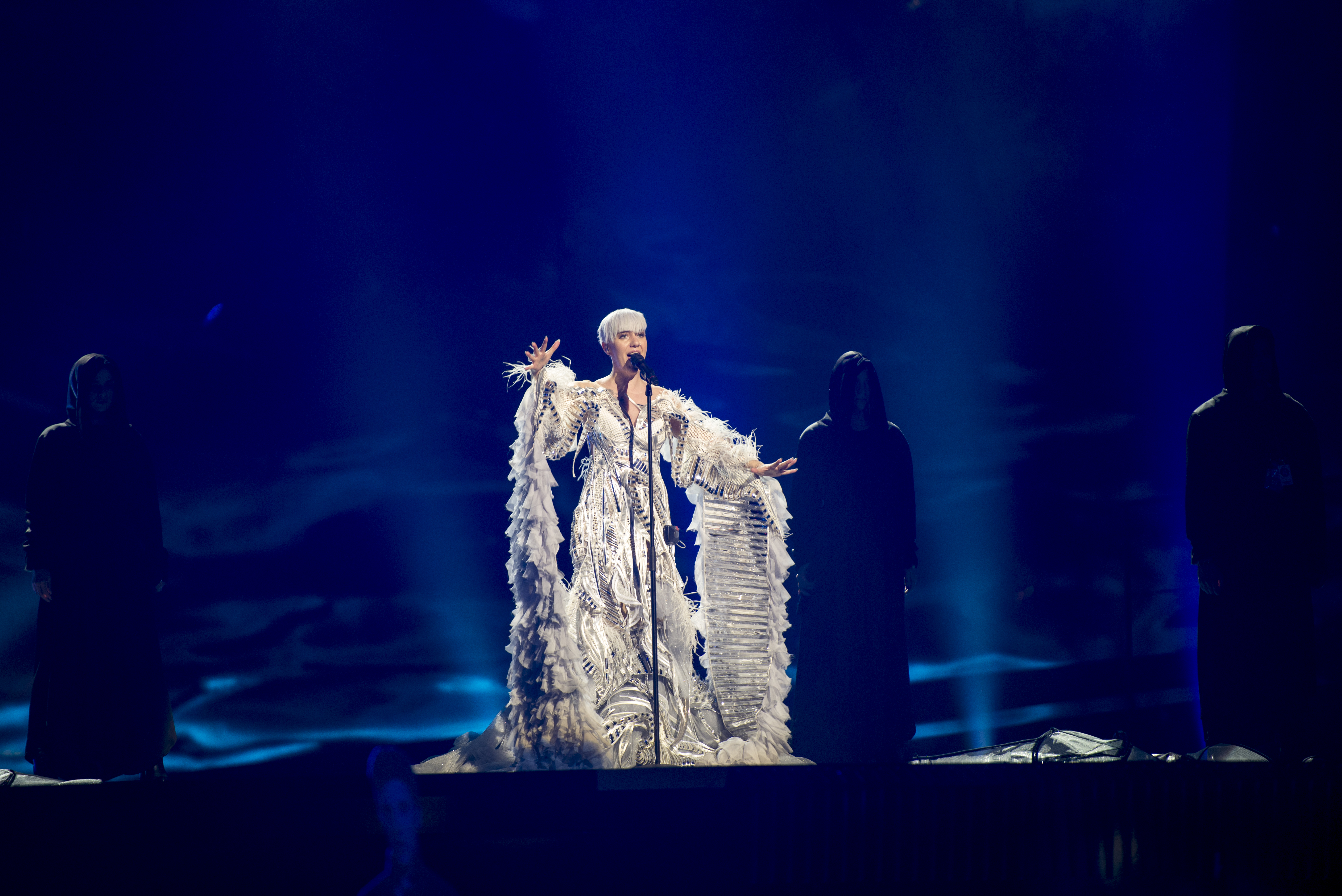
Imatges de la Nina Kraljić actuant al Festival d'Eurovisió del 2016.

Nina Kraljić (Lipovljani, (Croàcia), 4 de març del 1992) és una cantant croata de pop i indie pop. Va representar Croàcia al Festival d'Eurovisió del 2016. El seu primer èxit en el camp de la música el va obtenir el 2015, en quedar guanyadora del programa de televisió The Voice a Croàcia.

## Biografia
Va néixer a Lipovljani, Sisak-Moslavina (Croàcia), el 4 d'abril de 1992. Des de molt jove va mostrar un gran interès per la música. El 2009 va participar en el xou televisiu Supertalent (una versió del concurs de talents Got Talent), del canal croat Nova TV, en què va quedar en desena posició.
El 2015 va assolir la fama en esdevenir la primera guanyadora del concurs televisiu The Voice - Najljepši glas Hrvatske, en el qual va anar obtenint bons resultats gala rere gala, que va culminar en una reeixida audició final, on va obtenir aproximadament un milió de vots dels espectadors, amb la qual cosa es va convertir en una de les cares més conegudes del país.
El 24 de febrer de 2015 es va anunciar l'elecció de Nina Kraljić per la companyia de radio difusió croata Hrvatska Radiotelevizija (HRT) com a representant de Croàcia al Festival d'Eurovisió de 2016, que es va celebrar a Estocolm el 14 de maig de 2016. Hi va interpretar la cançó Lighthouse, escrita per Andreas Grass i Nikola Paryla, i va quedar en 23a posició.

## Discografia

### Àlbums
- Samo (2015)

### Senzills
- "Kaži Mi" (2009)
- "Zaljuljali smo svijet" (2015)
- "Lighthouse" (2016)
- "Samo" (2016)
- "Snijeg" (2016)